# Relaciones entre Cuba y España
Las relaciones Cuba-España se refiere a las relaciones bilaterales entre la República de Cuba y el Reino de España. Ambos países son miembros de pleno derecho de la ABINIA, la ASALE, la CEI, la CEPAL, el CERLALC, la COMJIB, la COPANT, la Fundación EU-LAC, la OEI, la OISS, la OIJ, la ONU y la SEGIB. También comparten su pertenencia al sistema de Cumbres Iberoamericanas.

## Historia

### Colonización española
El primer contacto entre España y la isla de Cuba fue en octubre de 1492 cuando el explorador Cristóbal Colón llegó a Cuba. El primer asentamiento español permanente en la isla comenzó en 1511 cuando el conquistador español Diego Velázquez de Cuéllar estableció un asentamiento en Baracoa. Cuba se convertiría en el punto de partida para una mayor exploración española en el continente americano. Para 1521, Cuba se convirtió en parte del Imperio español y se gobernó desde el Virreinato de Nueva España con sede en la Ciudad de México.
Durante la administración española de Cuba, la isla se convirtió en un importante productor de caña de azúcar y para satisfacer las demandas mundiales, España comenzó a importar esclavos de África para trabajar en Cuba. Esto hizo que la economía de Cuba fuera altamente volátil a los precios mundiales, ya que su economía dependía de un solo cultivo.
A pesar de que España no fue una nación esclavista, es decir, no era una nación productora de esclavos ni existía la esclavitud por nacimiento, la población esclava en el mundo hispano se explica en base al Tratado de Utrecht en el siglo XVIII, en base al cual España debía aceptar un porcentaje de esclavos a cambio de seguir manteniendo sus posesiones territoriales; de no haberlas aceptado, tanto sus posesiones como sus gentes hubiesen pasado a manos de naciones esclavistas, perdiendo así sus derechos como súbditos del reino de España. Al no existir la esclavitud por nacimiento en la corona de España, a cada cambio generacional, España tuvo que seguir aceptando esclavos hasta llegar al cupo asignado, hasta la abolición de la esclavitud por parte de las naciones esclavistas, en este caso de Francia e Inglaterra. Esta población de origen esclavo en el mundo hispano, no solo se utilizó como mano de obra sino sobre todo, y fundamentalmente, para repoblar aquellas zonas que por diversos motivos tenían escasez de población, y asimismo que ayudase a protegerlo de invasiones de terceros países. Sus descendientes, nacidos en territorio hispano, dejaban de tener la condición de esclavos y por tanto adquirían la condición de súbditos. El aumento poblacional a partir del siglo XVIII de territorios como Cuba o la República Dominicana, así como la revitalización de su economía sobre todo durante el siglo XIX, se explica gracias a este aporte poblacional.

### Independencia

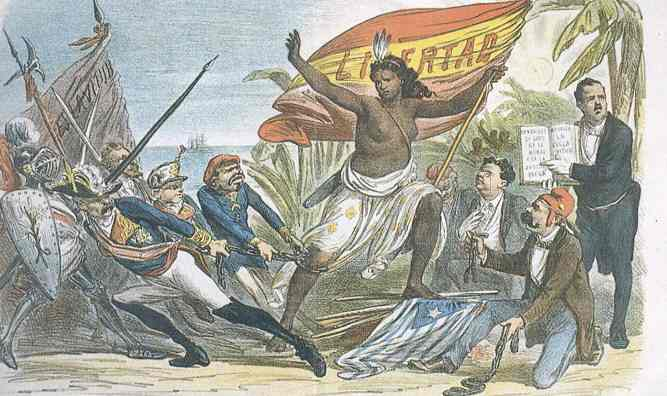
El llamado a la independencia de Cuba

Para 1868, muchos países de América Latina habían obtenido su independencia de España. En octubre de 1868, el plantador cubano y propietario de un ingenio azucarero Carlos Manuel de Céspedes y sus seguidores proclamaron la independencia de Cuba. Esta proclamación condujo a la guerra de los Diez Años con España y terminó en la derrota del movimiento de independencia en 1878. En agosto de 1879, se produjo una segunda lucha conocida como la Guerra Chiquita y duró hasta septiembre de 1880 con la derrota del movimiento de independencia una vez más.
En febrero de 1895, comenzó un nuevo movimiento de lucha por la independencia, conocido como la guerra de independencia de Cuba, y fue dirigido por el poeta cubano José Martí que murió en mayo de 1895 en la Batalla de Dos Ríos. La guerra duró hasta 1898 cuando los Estados Unidos desplegó fuerzas a la isla. Ese mismo año, el barco de guerra estadounidense, USS Maine (ACR-1) explotó y se hundió en el puerto de La Habana y dio lugar a que Estados Unidos atribuyera el incidente a España. Esto resultó en la guerra hispano-estadounidense que comenzó en abril de 1898 hasta agosto de 1898. Al final de la guerra, Estados Unidos salió como vencedor en la guerra y obtuvo a Cuba como posesión y resultó en la derrota y colapso del Imperio español. En 1902, Cuba se separó del gobierno estadounidense y se convirtió en una nación independiente.

### Post independencia

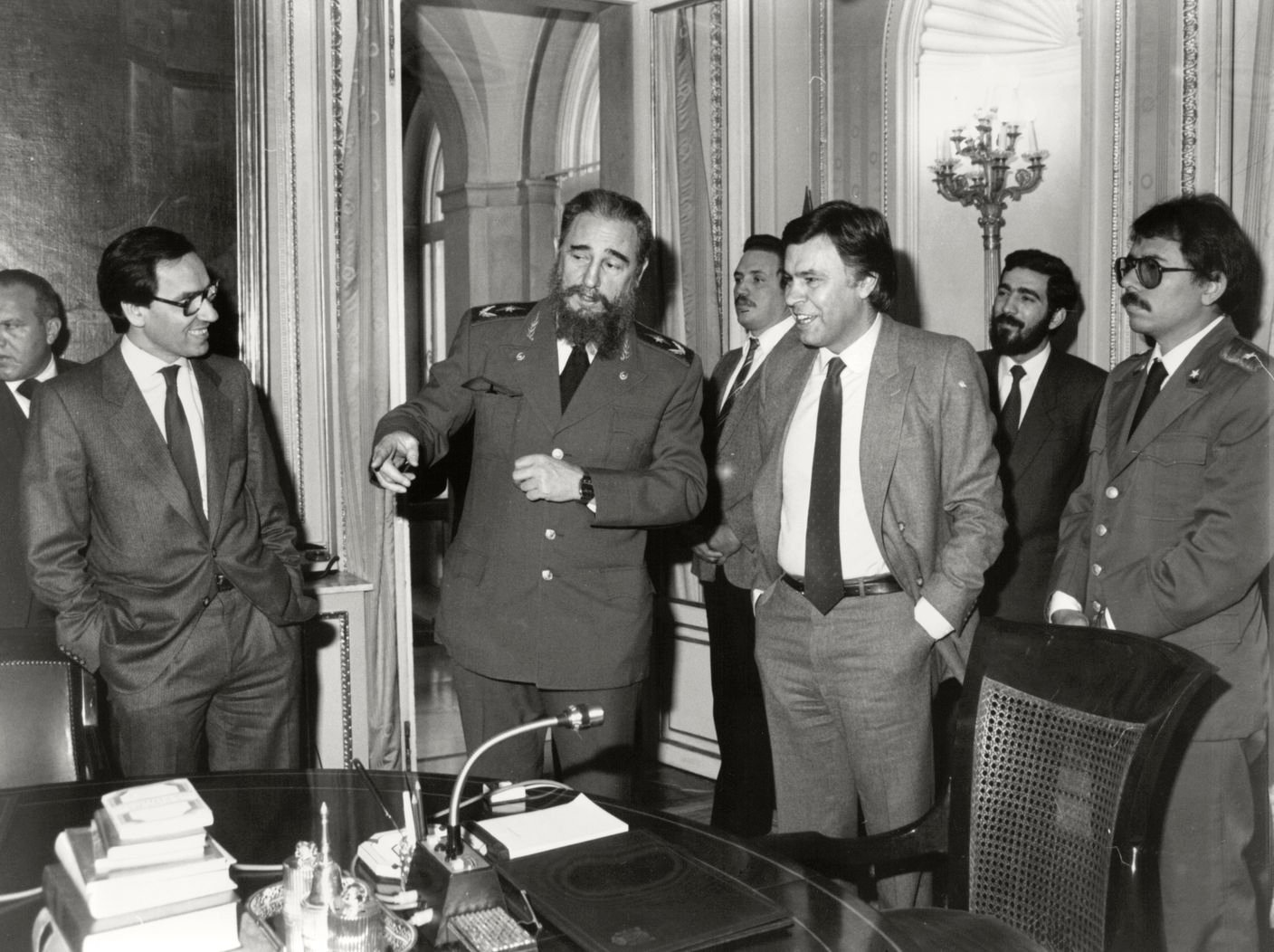
Presidente de Gobierno español Felipe González junto con el presidente cubano Fidel Castro en Madrid; febrero de 1984

El primer cónsul general español, José Felipe Sagrario, llegó a Cuba en julio de 1899 durante la Ocupación de los Estados Unidos. El cónsul general español Joaquín María Torroja se convirtió en el encargado de negocios después del establecimiento formal de la República de Cuba en mayo de 1902. En 1902, Cuba y España establecieron relaciones diplomáticas.
Entre 1902 y 1928 Cuba recibiría a más de 1,2 millones de inmigrantes españoles. Durante la guerra civil española, el gobierno cubano mostró una postura neutral con inclinaciones por el bando sublevado hasta 1937, cuando dio un giro pasando a secundar las posiciones de México. La posición de Batista hacia el régimen franquista durante la Segunda Guerra Mundial estuvo condicionada por su relaciones cambiantes con Estados Unidos.
España —que se adhirió a la Doctrina Estrada en Latinoamérica durante la dictadura de Franco— y Cuba mantuvieron relaciones diplomáticas después de 1959, a pesar de la ideología anticomunista de Franco. A pesar de ello, Castro llegaría a expulsar del país al embajador Juan Pablo de Lojendio e Irure en 1960 después de que éste irrumpiera por sorpresa en los estudios de televisión de La Habana en pleno discurso de Fidel Castro. Franco dejaría quince años vacante el puesto de embajador, pero las relaciones se mantuvieron, hasta el punto de que a la muerte de Franco, Castro declararía tres días de luto oficial en Cuba.
Tras el restablecimiento del sistema democrático en España, Adolfo Suárez efectuaría en 1978 una visita a la isla (la primera de un jefe de Gobierno occidental a la Cuba de la Revolución), retornando a la normalidad las relaciones. Las relaciones durante el mandato de Suárez fueron buenas en general.
Felipe González visitaría la isla en 1986, experimentándose sin embargo un enfriamiento a partir de esta fecha. Castro fue muy crítico con el posicionamiento prooccidental en política exterior de González. La «crisis de las embajadas» de 1990 dificultó todavía más las relaciones. En julio de 1992, Fidel Castro visitó España por primera vez para asistir a la 2.ª Cumbre Iberoamericana en Madrid.[cita requerida] Durante su tiempo en España, Castro estableció relaciones con el líder popular Manuel Fraga, junto a él, visitó la pequeña aldea de Láncara en Galicia donde nació su padre. Castro regresó a España en 1998 para reunirse con el presidente del Gobierno José María Aznar.
En noviembre de 1999, los reyes españoles, Juan Carlos I y Sofía de Grecia, realizaron una visita oficial a Cuba y asistió a la novena Cumbre Iberoamericana, que se celebró en La Habana. En 2008 el gobierno de José Luis Rodríguez Zapatero consiguió el objetivo de quitar sanciones a Cuba.
Varios países latinoamericanos, entre ellos Cuba, han sido acusados de refugiar a miembros de la organización terrorista ETA buscados en España y Francia, siendo Canadá y Estados Unidos los únicos países americanos que clasificaron esta organización como grupo terrorista.
En 2016, el Rey volvió a Cuba para asistir al funeral de Fidel Castro. En 2018, el presidente del Gobierno español Pedro Sánchez efectuó una visita oficial a Cuba, la primera realizada por un presidente del Gobierno español desde la de Felipe González 32 años atrás, firmándose un memorándum para el establecimiento de contactos políticos permanentes mediante reuniones anuales.
En noviembre de 2019, los reyes de España, Felipe VI y Letizia Ortiz, realizaron una visita de Estado a la isla de Cuba con motivo del 500.º aniversario de la fundación de la Ciudad de La Habana. La visita se culminó con un viaje a Santiago de Cuba dónde se rindió homenaje al almirante Pascual Cervera y a los marinos españoles caídos en 1898 en la Batalla naval de Santiago de Cuba y, posteriormente, en las Lomas de San Juan, a los soldados que perdieron la vida en la batalla terrestre.
Durante las protestas en Cuba de 2021, España, junto a la mayoría de los países de Europa, condenó las represiones del Gobierno cubano contra la población cubana.

## Transporte
Hay vuelos directos entre Cuba y España a través de las siguientes aerolíneas: Air Europa, Cubana de Aviación, Evelop Airlines, Iberia, World2fly y Plus Ultra Líneas Aéreas.

## Comercio
En 2017, el comercio entre Cuba y España ascendió a 1300 millones de euros. Las principales exportaciones de Cuba a España incluyen: camarones, ron, tabaco y azúcar. Las principales exportaciones de España a Cuba incluyen: maquinaria, alimentos, piezas de automóviles y equipos eléctricos. España es el mayor inversor extranjero en Cuba de la UE; Cuba es el 42° mayor socio comercial de España a nivel mundial y el 4.º más grande de América Latina (después de México, Brasil y Chile).

## Misiones diplomáticas residentes
- Cuba tiene una embajada en Madrid y consulados-generales en Barcelona, Las Palmas de Gran Canaria, Santiago de Compostela y en Sevilla.[26]
- España tiene una embajada en La Habana.[27]

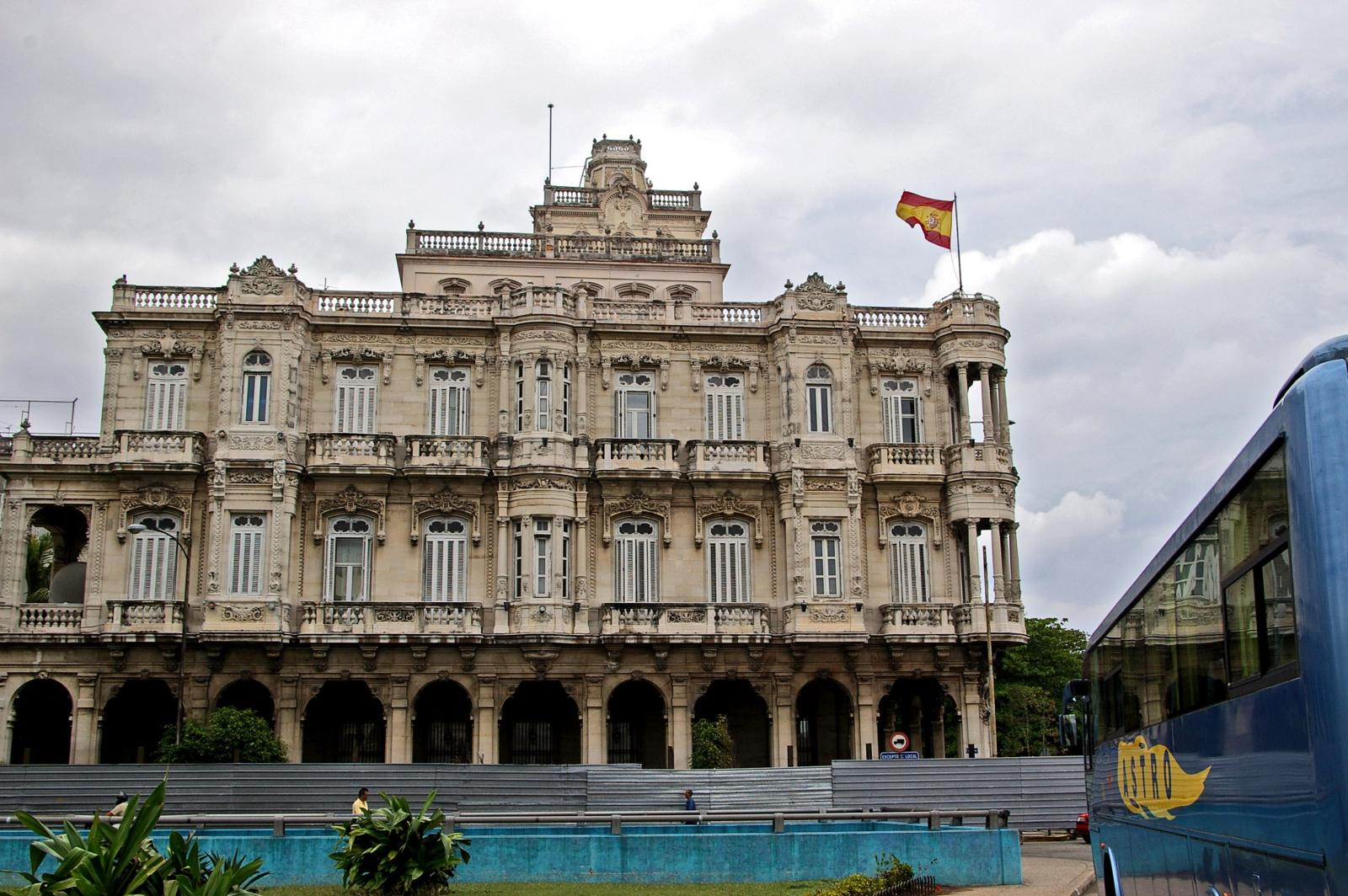
Embajada de España en La Habana.

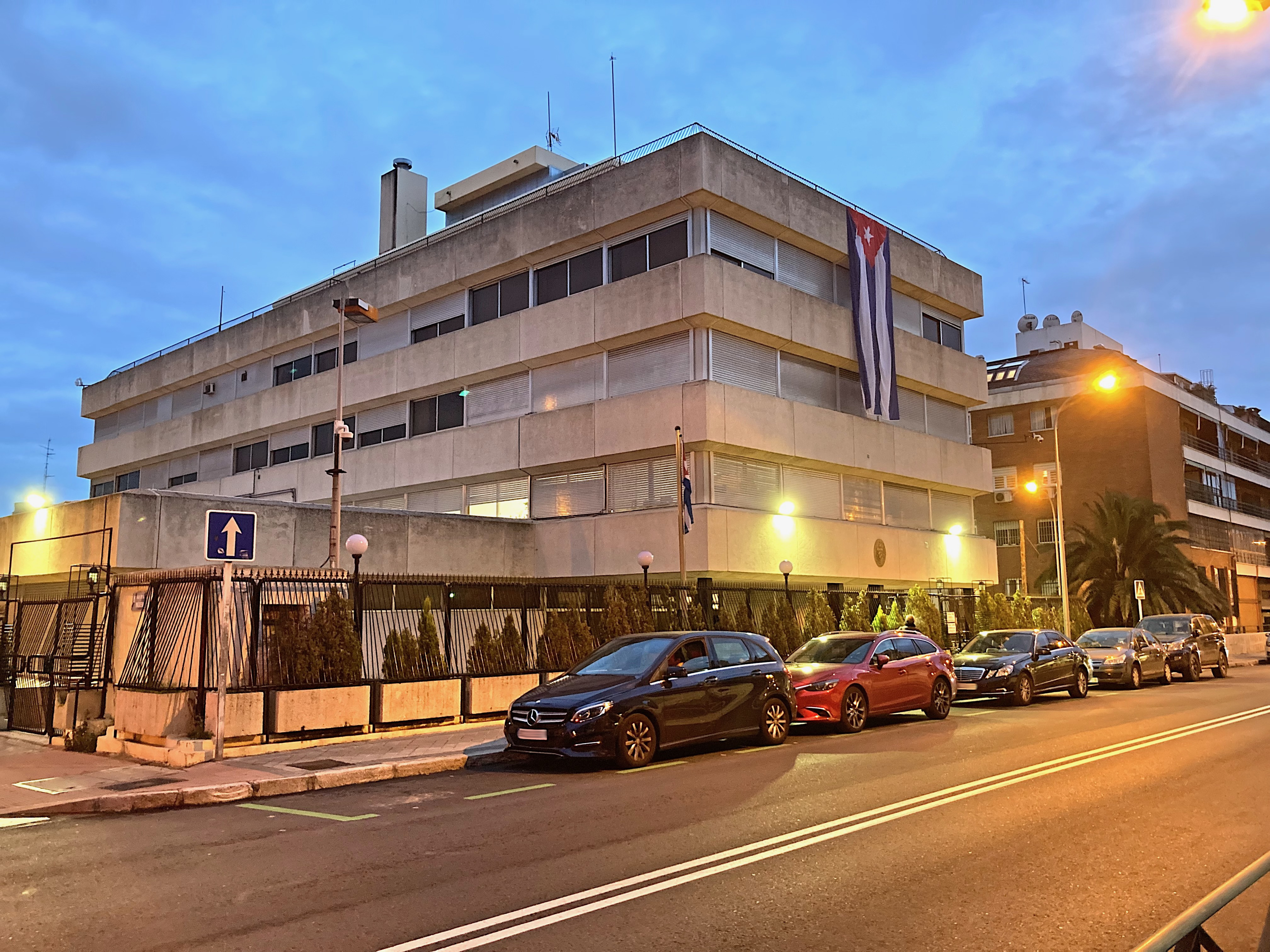
Embajada de Cuba en Madrid.
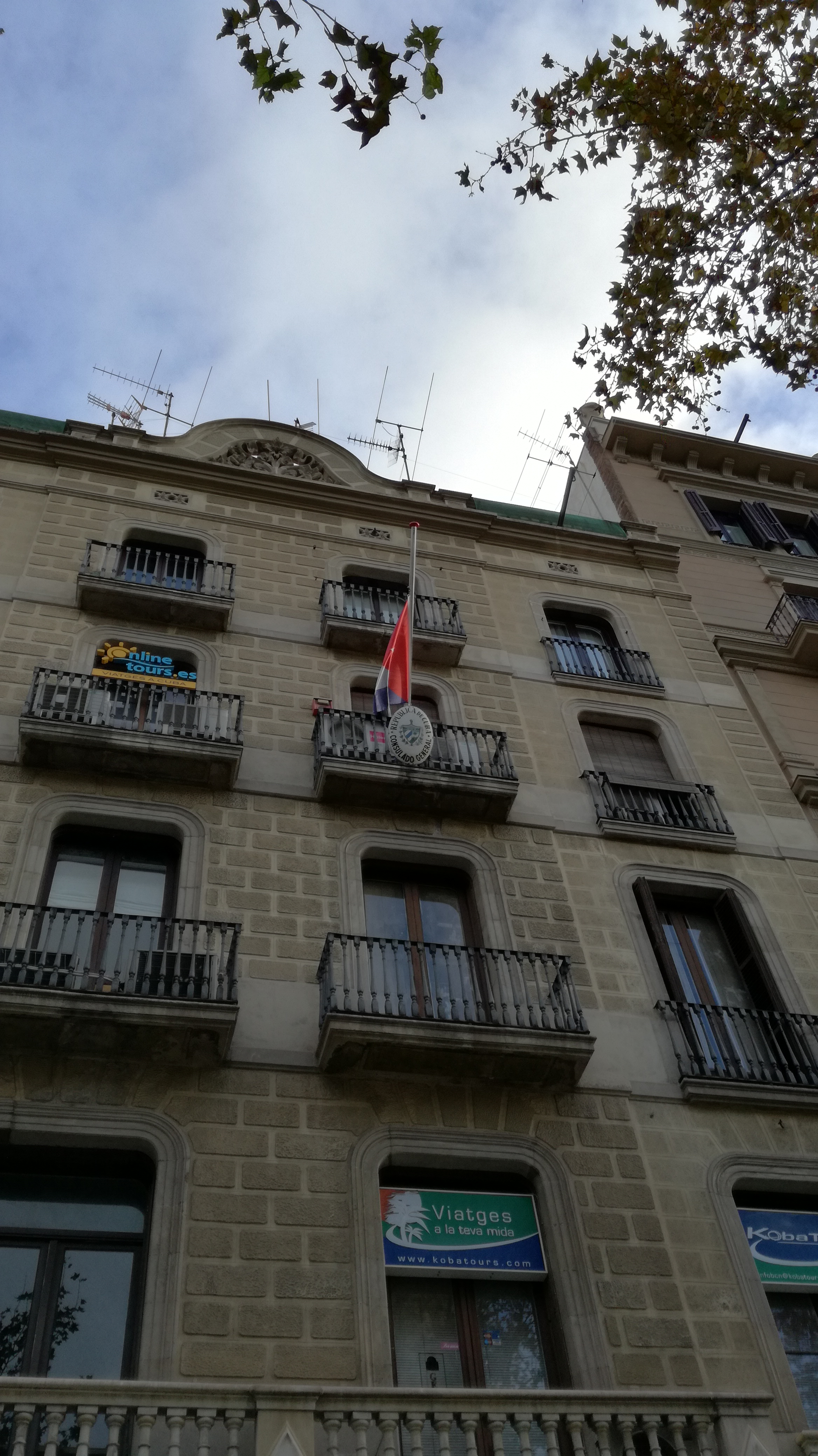
Consulado-General de Cuba en Barcelona.
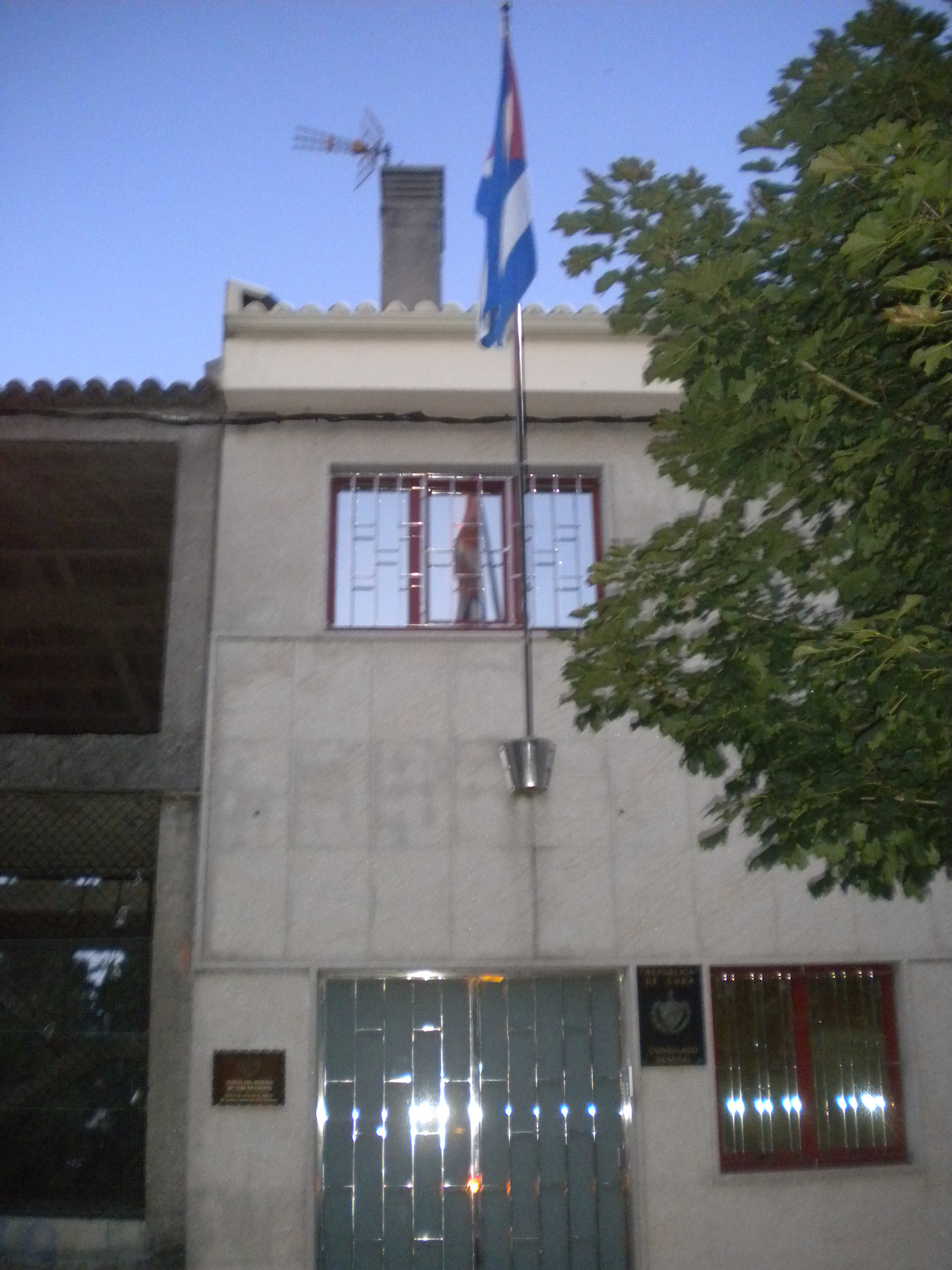
Consulado-General de Cuba en Santiago de Compostela.